# Abdullah de Pahang
Tengku Abdullah, Sultão de Pahang, ou simplesmente Abdullah de Pahang, foi o 16º Rei da Malásia. 
Ele assumiu o trono em 31 de janeiro de 2019 e reinou por cinco anos.
(Nota: o título oficial do monarca é Yang di-Pertuan Agong, o que pode ser traduzido do malaio como Líder Supremo).

## Biografia
Abdullah é o quarto filho (o mais velho do sexo masculino) do sultão Ahmad Shah.
Ele ascendeu ao trono aos 59 anos de idade, é casado com duas esposas, Tunku Hajah Azizah Aminah Maimunah Iskandariah (c. 1986) e Julia Rais (c. 1991), e tem 10 filhos, sendo um deles adotado e outro morto ainda pequeno em 1990.
É membro do Conselho da Federação Internacional de Futebol Associação (FIFA), vice-presidente da Confederação Asiática de Futebol (AFC) e presidente da Federação Asiática de Hockey. Fã de esportes diversos, praticou polo enquanto estudou na Grã-Bretanha, onde se formou em Relações Internacionais e Diplomacia.
Seu herdeiro é o filho mais velho com sua primeira esposa, Tengku Hassanal Ibrahim Alam Shah, nascido em 1995. 

## Príncipe Herdeiro
Abdullah foi apontado como Tengku Mahkota, ou Príncipe Herdeiro de Pahang, em 1 de julho de 1975. 

## Príncipe Regente
Em 2016 foi nomeado pelo pai, então com 88 anos e diversos problemas de saúde, como Príncipe Regente de Pahang.

## Sultão de Pahang
Abdullah foi proclamado Sultão de Pahang em 15 de janeiro de 2019. 